# فلیکس انگلهارت
فلیکس انگلهارت (انگلیسی: Felix Engelhardt؛ زادهٔ ۱۹ اوت ۲۰۰۰) دوچرخه‌سوار اهل آلمان است.
از باشگاه‌هایی که در آن بازی کرده‌است می‌توان به تیم اوریکا–اسکات اشاره کرد.
وی در مسابقات کشوری و بین‌المللی در مجموع برندهٔ ۱ مدال طلا شده‌است.